# Aphis argrimoniae
Aphis argrimoniae är en insektsart. Aphis argrimoniae ingår i släktet Aphis och familjen långrörsbladlöss.

## Underarter
Arten delas in i följande underarter:
- A. a. ucrainica
- A. a. argrimoniae